# Tour de Suisse 1960
Die 24. Tour de Suisse fand vom 16. bis 22. Juni 1960 statt. Sie führte über sieben Etappen und eine Gesamtdistanz von 1278,5 Kilometern.
Gesamtsieger wurde der Schweizer Fredy Rüegg. Die Rundfahrt startete in Zürich mit 63 Fahrern, von denen 46 Fahrer in Basel ins Ziel kamen. Es war das erste Mal in der Geschichte der Tour de Suisse, dass Zürich nicht der Zielort war.
In diesem Jahr nahmen nur wenige ausländische Fahrer an der Tour teil, die deshalb von den Schweizer Fahrern nach Belieben dominiert wurde, die in der Gesamtwertung am Schluss die ersten vier Plätze belegten. Der prominenteste ausländische Fahrer Fred De Bruyne schied nach einem Sturz schon während der ersten Etappe aus. Den Grundstein für seinen Erfolg legte Fredy Rüegg, als er mit der zweiten Etappe dem Franzosen Henri Epalle die Führung abnahm. Später erlitt er zwar einen Sturz, konnte jedoch wieder aufschließen und seine Führung bis zum Ziel in Basel behaupten.

## Etappen
| Etappe    | Tag      | Start – Ziel         | km          | Etappensieger  | Gesamtwertung |
| --------- | -------- | -------------------- | ----------- | -------------- | ------------- |
| 1. Etappe | 16. Juni | Zürich – Kreuzlingen | 199         | Henri Epalle   | Henri Epalle  |
| 2. Etappe | 17. Juni | Kreuzlingen – Davos  | 189         | Fredy Rüegg    | Henri Epalle  |
| 3. Etappe | 18. Juni | Davos – Lugano       | 192         | Walter Martin  | Henri Epalle  |
| 4. Etappe | 19. Juni | Lugano – Carona      | 015,5 (BZF) | Fredy Rüegg    | Fredy Rüegg   |
| 5. Etappe | 20. Juni | Lugano – Thun        | 237         | Erwin Lutz     | Fredy Rüegg   |
| 6. Etappe | 21. Juni | Thun – Montreux      | 207         | Jean Selic     | Fredy Rüegg   |
| 7. Etappe | 22. Juni | Montreux – Basel     | 239         | Marcel Blavier | Fredy Rüegg   |